# فيليتا باريا
فيليتا باريا (بالإيطالية: Villetta Barrea)‏ هي بلدية في مقاطعة لاكويلا في إقليم أبروتسو الإيطالي.

## السكان
في سنة 1861 بلغ عدد السكان 1٬286 نسمة، وتطور العدد ليصل في سنة 2011 لـ 652 نسمة.
يظهر هذا المخطط البياني تطور النمو السكاني لـ فيليتا باريا

## توأمة
لفيليتا باريا اتفاقيات توأمة مع:
- هاميلتون